# Cephalocassis manillensis
Cephalocassis manillensis és una espècie de peix de la família dels àrids i de l'ordre dels siluriformes.

## Morfologia
- Els mascles poden assolir 26 cm de longitud total.[5][6]

## Hàbitat
És un peix demersal i de clima tropical.

## Distribució geogràfica
Es troba a Manila (Filipines).